# フュエゴ
『フュエゴ』（Fuego）は、アメリカ合衆国のジャズ・トランペット奏者、ドナルド・バードが1959年に録音・1960年に発表したスタジオ・アルバム。

## 解説
バードは本作のセッションで、通常のトランペットではなくポケット・トランペット（音域はトランペットと同じ）を使用した。レナード・フェザーは、この楽器の音色に関して、バードの過去作『オフ・トゥ・ザ・レイシス』と聴き比べた結果「よりメロウで引き締まった音色」と感じたという。
Michael G. Nastosはオールミュージックにおいて5点満点中4点を付け「もちろん、このバンドの音楽性はハード・バップが核となっているが、バードは既にポスト・バップの領域に進みつつあった」と評している。

## 収録曲
全曲ともドナルド・バード作。
1. フュエゴ - "Fuego" - 6:38
2. バップ・ア・ループ - "Bup a Loup" - 4:05
3. ファンキー・ママ - "Funky Mama" - 10:58
4. ロウ・ライフ - "Low Life" - 6:02
5. ラメント - "Lament" - 8:27
6. エイメン - "Amen" - 4:46

## 参加ミュージシャン
- ドナルド・バード - ポケット・トランペット（英語版）
- ジャッキー・マクリーン - アルト・サクソフォーン
- デューク・ピアソン - ピアノ
- ダグ・ワトキンス（英語版） - ベース
- レックス・ハンフリーズ - ドラムス